# (4670) Yoshinogawa
(4670) Yoshinogawa es un asteroide perteneciente al cinturón de asteroides, descubierto el 19 de diciembre de 1987 por Tsutomu Seki desde el Observatorio de Geisei, Geisei, Japón.

## Designación y nombre
Designado provisionalmente como 1987 YJ. Fue nombrado Yoshinogawa en homenaje al río Yoshinogawa el más largo en la isla de Shikoku, que fluye de este a oeste a lo largo de 194 km.

## Características orbitales
Yoshinogawa está situado a una distancia media del Sol de 2,240 ua, pudiendo alejarse hasta 2,447 ua y acercarse hasta 2,033 ua. Su excentricidad es 0,092 y la inclinación orbital 5,015 grados. Emplea 1225 días en completar una órbita alrededor del Sol.

## Características físicas
La magnitud absoluta de Yoshinogawa es 13,8. Tiene 4,394 km de diámetro y su albedo se estima en 0,303.